# 米洛韋區

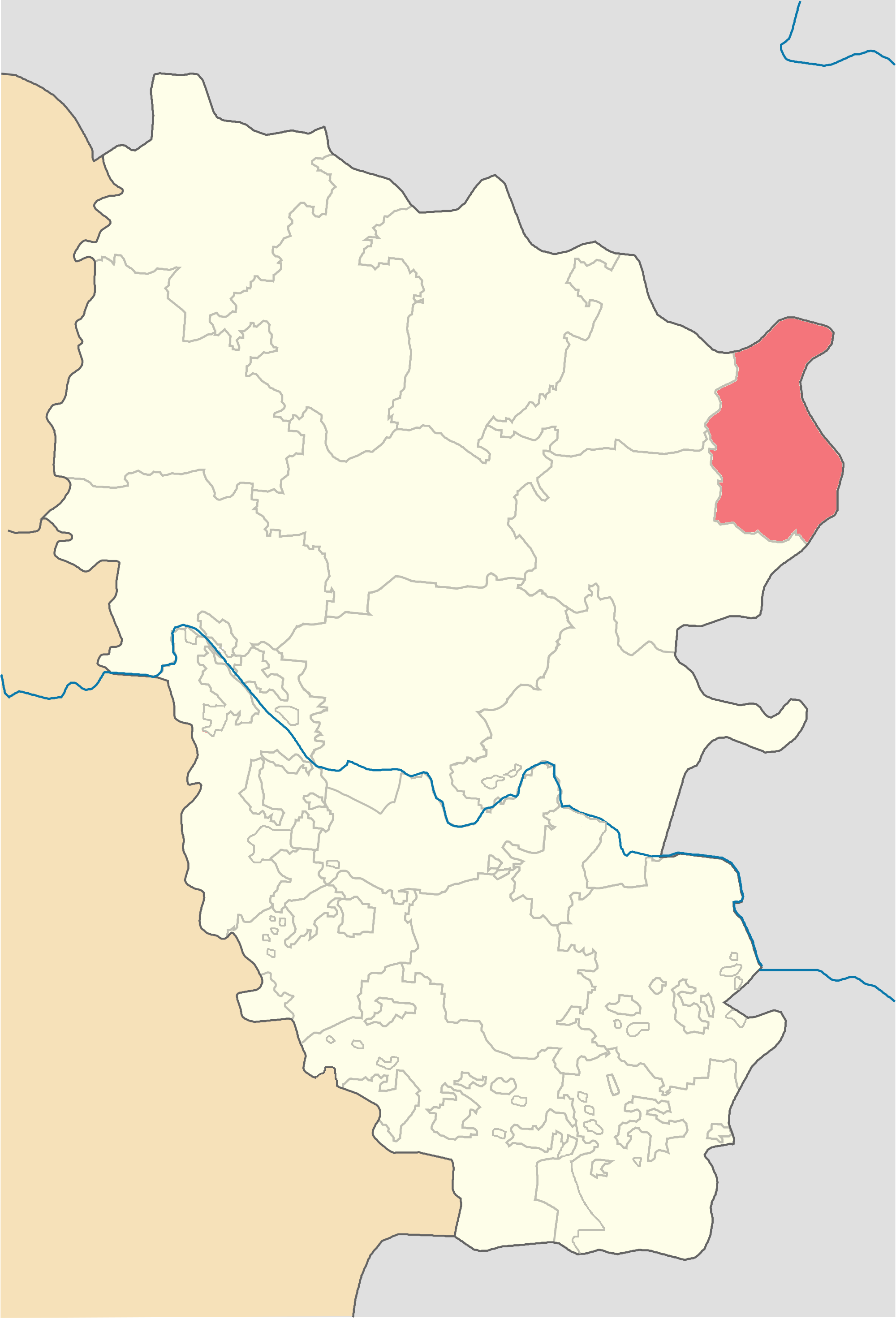
撤销前米洛韋區在盧甘斯克州的位置

米洛韋區（烏克蘭語：Міловський район），曾是烏克蘭的一個區，位於該國東部，由盧甘斯克州負責管轄，首府設於米洛韋，面積971平方公里，2013年人口15,576，人口密度每平方公里16.04人。
该区在2020年7月18日的乌克兰行政区划改革中被撤销，改革后盧甘斯克州下分为8个区，但只有4个区是在乌克兰政府的实际管辖下。